# Gran Premi del Canadà del 2010
El Gran Premi del Canadà de Fórmula 1 de la Temporada 2010 es va disputar al circuit Gilles Villeneuve a Mont-real, el 13 de juny del 2010.

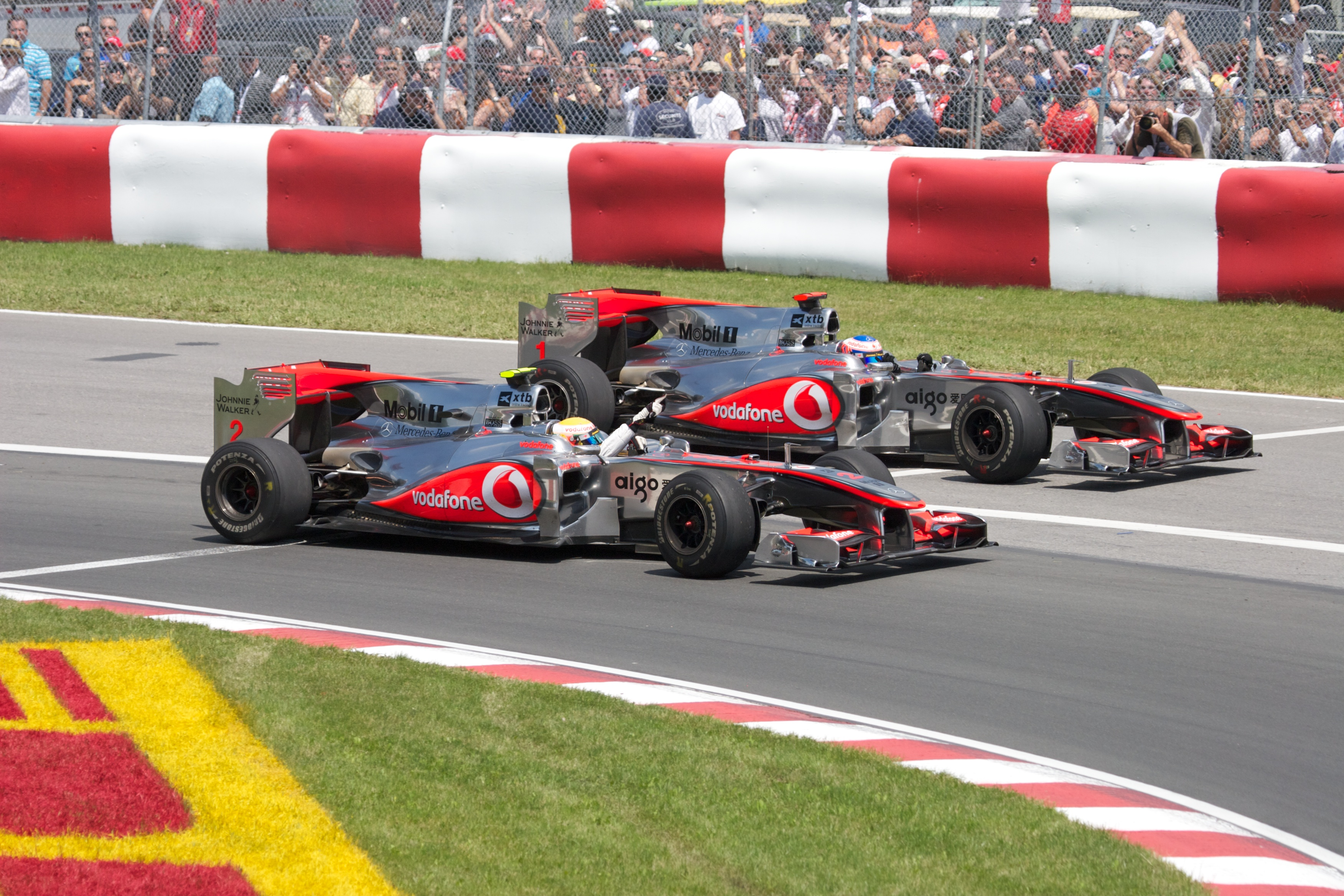
Doblet de McLaren

## Qualificació
| Pos     | No | Pilot              | Constructor          | Part 1   | Part 2   | Part 3   | Sortida |
| ------- | -- | ------------------ | -------------------- | -------- | -------- | -------- | ------- |
| 1       | 2  | Lewis Hamilton     | McLaren-Mercedes     | 1:15.889 | 1:15.528 | 1:15.105 | 1       |
| 2       | 6  | Mark Webber        | Red Bull-Renault     | 1:16.423 | 1:15.692 | 1:15.373 | 71      |
| 3       | 5  | Sebastian Vettel   | Red Bull-Renault     | 1:16.129 | 1:15.556 | 1:15.420 | 2       |
| 4       | 8  | Fernando Alonso    | Ferrari              | 1:16.171 | 1:15.597 | 1:15.435 | 3       |
| 5       | 1  | Jenson Button      | McLaren-Mercedes     | 1:16.371 | 1:15.742 | 1:15.520 | 4       |
| 6       | 15 | Vitantonio Liuzzi  | Force India-Mercedes | 1:17.086 | 1:16.171 | 1:15.648 | 5       |
| 7       | 7  | Felipe Massa       | Ferrari              | 1:16.673 | 1:16.314 | 1:15.688 | 6       |
| 8       | 11 | Robert Kubica      | Renault              | 1:16.370 | 1:15.682 | 1:15.715 | 8       |
| 9       | 14 | Adrian Sutil       | Force India-Mercedes | 1:16.495 | 1:16.295 | 1:15.881 | 9       |
| 10      | 4  | Nico Rosberg       | Mercedes             | 1:16.350 | 1:16.001 | 1:16.071 | 10      |
| 11      | 9  | Rubens Barrichello | Williams-Cosworth    | 1:16.880 | 1:16.434 |          | 11      |
| 12      | 10 | Nico Hülkenberg    | Williams-Cosworth    | 1:16.770 | 1:16.438 |          | 12      |
| 13      | 3  | Michael Schumacher | Mercedes             | 1:16.598 | 1:16.492 |          | 13      |
| 14      | 12 | Vitali Petrov      | Renault              | 1:16.569 | 1:16.844 |          | 14      |
| 15      | 16 | Sébastien Buemi    | Toro Rosso-Ferrari   | 1:17.356 | 1:16.928 |          | 15      |
| 16      | 17 | Jaime Alguersuari  | Toro Rosso-Ferrari   | 1:17.027 | 1:17.029 |          | 16      |
| 17      | 22 | Pedro de la Rosa   | BMW Sauber-Ferrari   | 1:17.611 | 1:17.384 |          | 17      |
| 18      | 23 | Kamui Kobayashi    | BMW Sauber-Ferrari   | 1:18.019 |          |          | 18      |
| 19      | 19 | Heikki Kovalainen  | Lotus-Cosworth       | 1:18.237 |          |          | 19      |
| 20      | 18 | Jarno Trulli       | Lotus-Cosworth       | 1:18.698 |          |          | 20      |
| 21      | 24 | Timo Glock         | Virgin-Cosworth      | 1:18.941 |          |          | 21      |
| 22      | 21 | Bruno Senna        | HRT-Cosworth         | 1:19.484 |          |          | 22      |
| 23      | 25 | Lucas di Grassi    | Virgin-Cosworth      | 1:19.675 |          |          | 23      |
| 24      | 20 | Karun Chandhok     | HRT-Cosworth         | 1:27.757 |          |          | 24      |
| Source: |    |                    |                      |          |          |          |         |

Notes:
1.^  – Mark Webber ha estat penalitzat amb 5 places per canviar la caixa de canvi abans de la cursa.

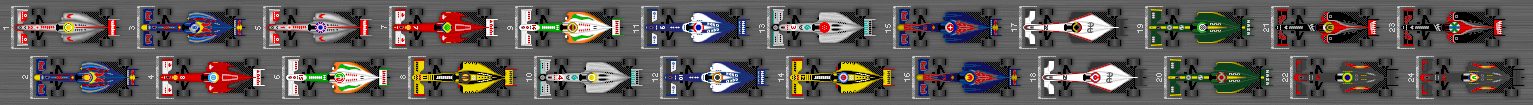
Posicions després de la qualificació

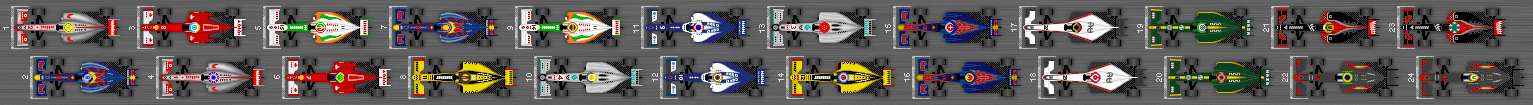
Graella de sortida definitiva

## Resultats de la cursa
| Pos. | Nº | Pilot              | Equip                | Voltes | Temps/Retirada | Graella | Punts |
| ---- | -- | ------------------ | -------------------- | ------ | -------------- | ------- | ----- |
| 1    | 2  | Lewis Hamilton     | McLaren-Mercedes     | 70     | 1h 33' 53.456  | 1       | 25    |
| 2    | 1  | Jenson Button      | McLaren-Mercedes     | 70     | + 2.254 s      | 4       | 18    |
| 3    | 8  | Fernando Alonso    | Ferrari              | 70     | + 9.214 s      | 3       | 15    |
| 4    | 5  | Sebastian Vettel   | Red Bull-Renault     | 70     | + 37.817 s     | 2       | 12    |
| 5    | 6  | Mark Webber        | Red Bull-Renault     | 70     | + 39.291 s     | 7       | 10    |
| 6    | 4  | Nico Rosberg       | Mercedes             | 70     | + 56.084 s     | 10      | 8     |
| 7    | 11 | Robert Kubica      | Renault              | 70     | + 57.300 s     | 8       | 6     |
| 8    | 16 | Sébastien Buemi    | Toro Rosso-Ferrari   | 69     | + 1 Volta      | 15      | 4     |
| 9    | 15 | Vitantonio Liuzzi  | Force India-Mercedes | 69     | + 1 Volta      | 5       | 2     |
| 10   | 14 | Adrian Sutil       | Force India-Mercedes | 69     | + 1 Volta      | 9       | 1     |
| 11   | 3  | Michael Schumacher | Mercedes             | 69     | + 1 Volta      | 13      |       |
| 12   | 17 | Jaime Alguersuari  | Toro Rosso-Ferrari   | 69     | + 1 Volta      | 16      |       |
| 13   | 10 | Nico Hülkenberg    | Williams-Cosworth    | 69     | + 1 Volta      | 12      |       |
| 14   | 9  | Rubens Barrichello | Williams-Cosworth    | 69     | + 1 Volta      | 11      |       |
| 15   | 7  | Felipe Massa       | Ferrari              | 69     | + 1 Volta1     | 6       |       |
| 16   | 19 | Heikki Kovalainen  | Lotus-Cosworth       | 68     | + 2 Voltes     | 19      |       |
| 17   | 12 | Vitali Petrov      | Renault              | 68     | + 2 Voltes     | 14      |       |
| 18   | 20 | Karun Chandhok     | HRT-Cosworth         | 66     | + 4 Voltes     | 24      |       |
| 19   | 25 | Lucas di Grassi    | Virgin-Cosworth      | 65     | + 5 Voltes     | 23      |       |
| Ret  | 24 | Timo Glock         | Virgin-Cosworth      | 50     | Direcció       | 21      |       |
| Ret  | 18 | Jarno Trulli       | Lotus-Cosworth       | 42     | Vibracions     | 20      |       |
| Ret  | 22 | Pedro de la Rosa   | BMW Sauber-Ferrari   | 30     | Motor          | 17      |       |
| Ret  | 21 | Bruno Senna        | HRT-Cosworth         | 13     | Caixa de canvi | 22      |       |
| Ret  | 23 | Kamui Kobayashi    | BMW Sauber-Ferrari   | 1      | Accident       | 18      |       |

Notes
1.^  – Felipe Massa va estar penalitzat amb 20 segons per excedir la velocitat al pit line

## Altres
- Pole: Lewis Hamilton 1' 15. 105

- Volta ràpida: Robert Kubica 1' 16. 972 (a la volta 67)